# Aliança Socialista Democràtica
Aliança Socialista Democràtica (ASD) fou una coalició electoral espanyola formada per a les eleccions generals espanyoles de 1977 pel PSOE-històric, Partit Socialista Democràtic Espanyol, Reforma Social Espanyola, Partit Laborista de València i Aliança Socialista Democràtica. Els caps de llista eren José Prat i Antonio García López. Només va obtenir 101.916 vots (el 0,56%) i es va dissoldre després de les eleccions.